# Innocenzo Seghizzi
Pour les articles homonymes, voir Seghizzi.
Innocenzo Seghizzi est un peintre italien du XVIIe siècle actif à Bologne. Il est le fils d'Andrea Seghizzi.